# Sacha Parkinson
Sacha Parkinson (ur. 11 marca 1992) – brytyjska aktorka filmowa i telewizyjna.

## Filmografia
- Postrach nocy 2 (film 2013) jako Amy Peterson
- The Crash jako Kate Harper
- Homeboys jako Janine
- Wyskok jako Natasha
- A Boy Called Dad jako Leanne
- Clay jako Maria
- Coronation Street (serial) od 2009 jako Sian Powers[1][2]